# Idaea demandata
Idaea demandata là một loài bướm đêm trong họ Geometridae.